# Haberturm
Haberturm (Овсяная башня) — восьмиугольная башня, одна из старейших частей Кёнигсбергского замка.

## История
Строительство укреплений Тевтонского ордена начались вскоре после овладения возвышенностью в 1255 году. Сначала был построен земляной вал, который позже стал передней частью замка. В то же время началось и строительство главного замка, который был настолько оборонительным, что выдержал трёхлетнюю осаду, в ходе великого прусского восстания 1260 года. После битвы при Дурбе началось строительство двойной кольцевой стены, которая имела девять башен. Из этих башен только Haberturm, расположенная в северо-восточном углу, сохранилась в первоначальном виде, пока замок не был разрушен. В надписи на глиняной плите говорилось, что башня была построена Фогтом Дитрихом фон Лиделау, в 1278—1292 годах.
Памятник герцогу Альбрехту был установлен возле Haberturm в 1891 году в присутствии императорской четы. Памятник был выполнен скульптором Фридрихом Ройшем. В 1935 году памятник был перемещён из-за строительства новой дорожной развязки возле основания башни.

## Происхождение
Башня располагалась в северо-восточном углу замка, на пересечении Шлоссштрассе и Мюнцплац. Таким образом, сформировался довольно своеобразный вид на башню с Мюнцплаца, а также она хорошо была видна со стороны Замкового пруда. Как единственная сохранившаяся угловая башня, она была прикреплена к уже существующей оборонительной стене, вероятно, в то же время, что и Корнхаус (Верховный земельный суд), который был пристроен к внутренней стороне стены.
Каменная кладка первого этажа возвышалась над основанием фундамента на 50 сантиметров выше уровня земли, и уже над ней возвышалась кирпичная башня. Поэтажный план башни представляет собой несколько неравных восьмиугольников. Первоначальное разделение этажа было потеряно — за исключением сводчатого цокольного этажа. Позже была проведена установка лестниц, которые были частично встроены в стены и вели ко входу в Верховный земельный суд Кёнигсберга. Сразу же перед башней стоял памятник герцогу Альбрехту. Рядом с ним стоял Альбрехтсбау, в котором и размещался Верховный земельный суд.